# Har Kitron
Har Kitron (hebrejsky: הר כיתרון nebo הר כתרון) je hora o nadmořské výšce 750 (uváděno též 751) metrů v centrálním Izraeli, v pohoří Judské hory.
Nachází se cca 15 kilometrů jihozápadně od centra Jeruzaléma, cca 10 kilometrů jihovýchodně od města Bejt Šemeš, na východním okraji obce Cur Hadasa. Má podobu zalesněného vrchu, který na jižní straně spadá do údolí vádí Nachal Sansan, na jehož protější straně se zvedá hora Har Sansan. Na severu leží údolí Nachal Geres. Dál k severu prochází lokální silnice číslo 375. Poblíž vrcholu leží lokalita zaniklého osídlení Chirbet Geres (חרבת גרס). Necelé 2 kilometry odtud jihovýchodním směrem již leží Západní břeh Jordánu, za jehož hranicí (Zelená linie) leží velká izraelská osada, město Bejtar Ilit. Hora je turisticky využívána.